# Qadjberuni
Els Qajberuni o Qashberuni van ser una família de nakharark (nobles) d'Armènia que tenia el feu hereditari al districte d'Ardjesh.
Nerseh Qajberuni va participar en la rebel·lió nacional el 451, a l'anomenada Revolta d'Ingilena, quan Vasaces de Siània es va aixecar contra el rei persa Isdigerdes II.